# Đại tướng Quân Giải phóng Nhân dân Trung Quốc
Đại tướng Quân Giải phóng Nhân dân Trung Quốc (tiếng Trung: 中国人民解放军大将), còn gọi là Thập đại tướng quân (十大将军) là 10 tướng lĩnh cao cấp đầu tiên và duy nhất trong lịch sử Quân Giải phóng Nhân dân Trung Quốc thụ phong cấp bậc Đại tướng, theo thứ tự là：Túc Dụ, Từ Hải Đông, Hoàng Khắc Thành, Trần Canh, Đàm Chính, Tiêu Kính Quang, Trương Vân Dật, La Thụy Khanh, Vương Thụ Thanh, Hứa Quang Đạt. Được thành lập năm 1955, quân hàm Đại tướng là cấp bậc quân sự thứ 2 sau cấp bậc Nguyên soái trên cấp Thượng tướng, được trao cho 10 lãnh đạo quân sự xuất chúng của Quân Giải phóng Nhân dân đã tham gia Cải cách ruộng đất, Chiến tranh Trung-Nhật, Quốc-Cộng nội chiến lần thứ hai. Tuy nhiên, chỉ sau đó 10 năm, Cách mạng Văn hóa bùng nổ, chế độ quân hàm Quân Giải phóng Nhân dân Trung Quốc bị bãi bỏ, nhiều tướng lĩnh cao cấp bị thanh trừng và bức hại. Năm 1988, hệ thống quân hàm được khôi phục, bấy giờ chỉ còn là 2 tướng lĩnh cấp Đại tướng còn sống, nhưng mang quân hàm mới với danh xưng Nhất cấp Thượng tướng (一级上将). Tuy nhiên, từ đó trở đi, không có quân nhân nào được phong quân hàm này cho tới khi bị bãi bỏ hoàn toàn năm 1994. Hiện tại, cấp bậc Thượng tướng là cấp bậc cao cấp nhất của Quân Giải phóng Nhân dân Trung Quốc.

## Lịch sử
Vào ngày 27 tháng 9 năm 1955, tại cuộc họp lần thứ 22 của Ủy ban Thường vụ Đại hội Đại biểu Nhân dân Toàn quốc lần thứ nhất thông qua nghị quyết cấp quân hàm Quân Giải phóng Nhân dân Trung Quốc. Chu Ân Lai, Thủ tướng Quốc vụ viện, đã ra lệnh thụ phong 10 đại tướng Quân Giải phóng nhân dân Trung Quốc. Chiếu theo quy định quân hàm, có 10 đại tướng, trong đo có 7 đại tướng chung, 1 Đô đốc/ Hải quân Đại tướng (Tiêu Kính Quang), 1 Công an Đại tướng (La Thụy Khanh), 1 Thiết giáp Đại tướng (Hứa Quang Đạt). Sau khi hệ thống quân hàm của lực lượng công an bị bãi bỏ và nhập vào hệ thống quân hàm Quân Giải phóng Nhân dân Trung Quốc năm 1957, còn 8 đại tướng chung, 1 Đại tướng Hải quân, và 1 Thiết giáp Đại tướng. Mặc dù Không quân có Đại tướng Không quân, nhưng không ai được thụ phong Đại tướng Không quân.
Mỗi tướng được vinh danh với Huân chương Bát Nhất hạng nhất, Huân chương Tự do hạng nhất và Huân chương Giải phóng hạng nhất.
Trong kế hoạch sơ bộ để thụ phong các cấp bậc quân sự cao cấp, Mao Trạch Đông được thụ phong là Đại Nguyên soái. Ngoài 10 nguyên soái và 10 đại tướng được thụ phong, các nhân vật sau đây cũng được đánh giá là nguyên soái Chu Ân Lai, Lưu Thiếu Kỳ, Đặng Tiểu Bình, được đánh giá là đại tướng Lý Tiên Niệm, Đàm Chấn Lâm, Đặng Tử Khôi, Trương Đỉnh Thừa.

## Danh sách Đại tướng năm 1955
| Thứ tự | Họ tên                              | Chân dung               | Chức vụ khi được thụ phong                                                                       | Ghi chú                                                   |
| ------ | ----------------------------------- | ----------------------- | ------------------------------------------------------------------------------------------------ | --------------------------------------------------------- |
| 1      | Túc Dụ (1907-1984) 粟裕             |                         | Tổng Tham mưu trưởng                                                                             |                                                           |
| 2      | Từ Hải Đông (1900-1970) 徐海东      |                         | Nguyên Ủy viên Ủy ban Quân sự Cách mạng Chính phủ Nhân dân Trung ương                            |                                                           |
| 3      | Hoàng Khắc Thành (1902-1986) 黄克诚 |                         | Tổng Thư ký Quân ủy Trung ương, Thứ trưởng Bộ Quốc phòng Chính ủy kiêm Bộ trưởng Tộng bộ Hậu cần |                                                           |
| 4      | Trần Canh (1903-1961) 陈赓          |                         | Phó Tổng Tham mưu trưởng Chính ủy kiêm Viện trưởng Học viện Kỹ thuật Quân sự                     | Cố vấn quân sự trong Chiến tranh Đông Dương (1946 - 1954) |
| 5      | Đàm Chính (1906-1988) 谭政          |                         | Thứ trưởng Bộ Quốc phòng Phó Chủ nhiệm Tổng bộ Chính trị                                         |                                                           |
| 6      | Tiêu Kình Quang (1903-1989) 萧劲光  |                         | Thứ trưởng Bộ Quốc phòng Tư lệnh Hải quân                                                        |                                                           |
| 7      | Trương Vân Dật (1892-1974) 张云逸   | Tập tin:Zhang Yunyi.jpg | Nguyên Ủy viên Ủy ban Quân sự Cách mạng Chính phủ Nhân dân Trung ương                            |                                                           |
| 8      | La Thụy Khanh (1906-1978) 罗瑞卿    |                         | Bộ trưởng Bộ Công an Chính ủy kiêm Tư lệnh lực lượng Công an                                     |                                                           |
| 9      | Vương Thụ Thanh (1905-1974) 王树声  |                         | Thứ trưởng Bộ Quốc phòng Bộ trưởng Tổng bộ Quân giới                                             |                                                           |
| 10     | Hứa Quang Đạt (1908-1969) 许光达    |                         | Tư lệnh Lực lượng Thiết giáp                                                                     |                                                           |